# Tavua
Tavua ist eine Stadt auf Viti Levu in Fidschi mit 2388 Einwohnern (Stand: 2007). Sie liegt rund 91 km von Nadi und 9 km von der Goldminen-Siedlung Vatukoula entfernt. Die Ortschaft umfasst eine Fläche von etwa 100 km² und erhielt im Jahr 1992 den Status als Stadt. Einer der Senatoren des Fidschi-Parlaments, Chandra Singh, ist seit 2001 einer der Vertreter der Stadt.
Die Stadt gehört zur Provinz Ba. Die Ortschaft verfügt mit dem Tavua FC über einen Fußballverein, der an der National Football League teilnimmt.

## Persönlichkeiten
- Leone Nakarawa (* 1988), Rugbyspieler